# 과학적 방법
과학적 방법(科學的方法, 프랑스어: méthode scientifique, 영어: scientific method)은 현상을 연구하고 새로운 지식을 구축하거나 이전의 지식들을 모아 통합할 때 사용되는 기법으로, 경험과 측정에 근거한 증거를 사용하여 현상의 원리를 밝히는 과정이다. 《옥스퍼드 영어사전》은 과학적 방법을 다음과 같이 설명한다.
17세기 이후 자연과학에 의해 정형화된 계획적인 관찰, 측정, 실험, 일반화, 시험 및 가설의 변경 등의 과정으로 이루어진 방법— Oxford English Dictionary, entry for scientific.

과학적 방법은 하나로 정형화되어 있지는 않기 때문에 여러 과학 분야에서 다양한 과정이 사용된다. 그러나, 현상을 설명하는 가설을 수립하고, 이 가설에 의한 예측이 들어맞는지를 검증하기 위해 실험을 설계한다는 점은 공통적이다. 과학적 방법에 의해 설계된 실험은 어떠한 실험자가 하여도 실수나 혼동이 없이 재현될 수 있도록 각 단계를 구체적으로 제시하여야 한다. 실험을 통해 수립된 가설은 다시 독립적인 다수의 시험을 통해 동일한 조건속에서 그 결과가 같음을 검증받아야 한다. 과학계의 동료평가를 통해 검증된 가설은 해당 분야의 이론으로 받아들이게 된다. 새롭게 검증된 가설은 이론을 이루고, 이론에 따라 또다시 새로운 가설이 만들어질 수 있다.
과학적 방법을 따르는 여러 과학 분야는 결과에 대한 설명에 편견이 개입하는 것을 줄이기 위해 가능한 객관적이고자 한다. 과학적 문서는 모든 데이터, 연구와 실험 방법 등을 기록하고, 이를 공개하여 다른 과학자들로 하여금 검증할 수 있는 기회를 제공하여야 한다. 흔히 '전면 공개'라 불리는 이러한 관행에 따라 공표된 데이터는 다른 시험자가 신뢰도를 평가할 수 있다.

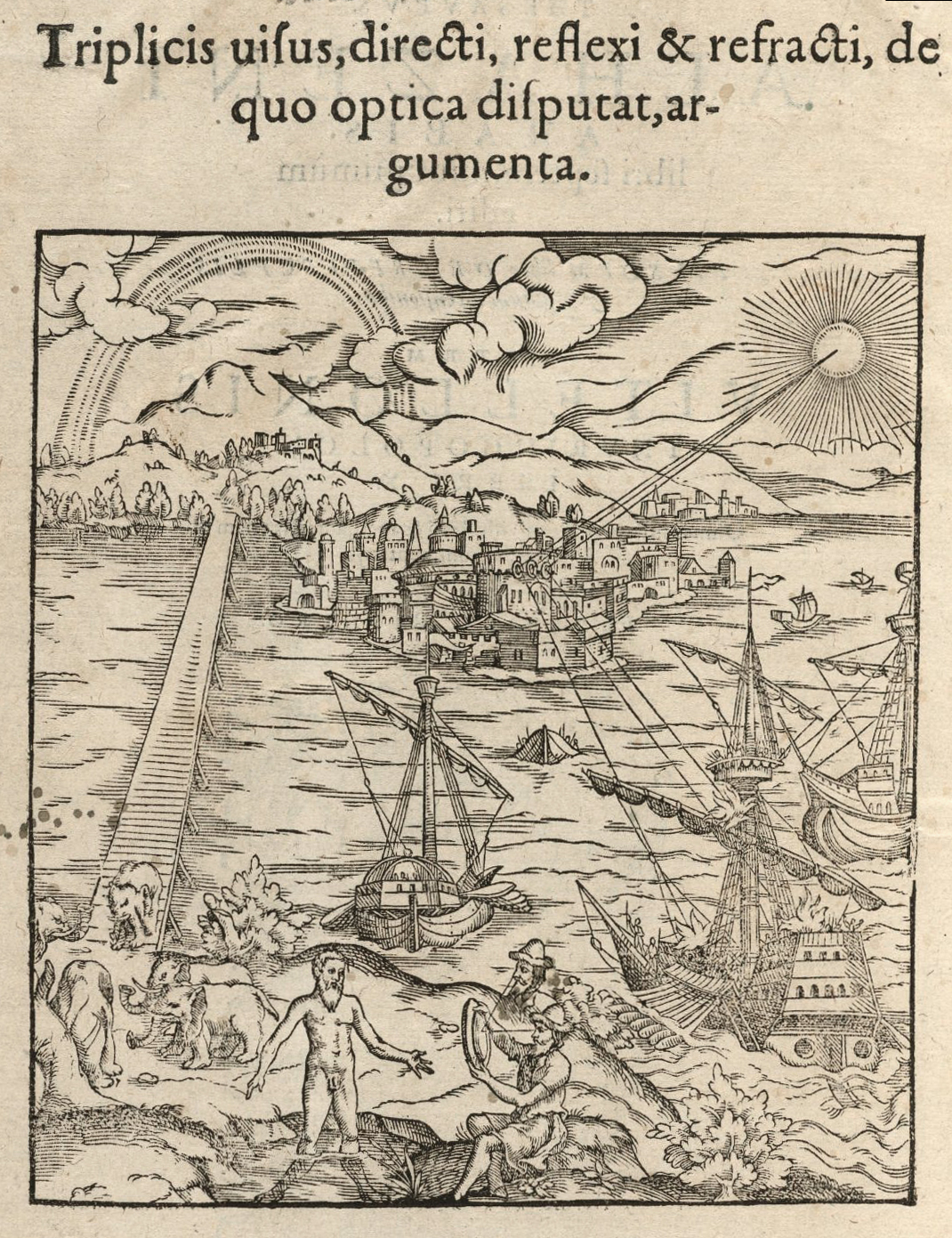
1572년 라틴어판 《광학의 서》의 삽화.
빛의 반사와 무지개를 설명하고 있다.

## 개요

### 역사

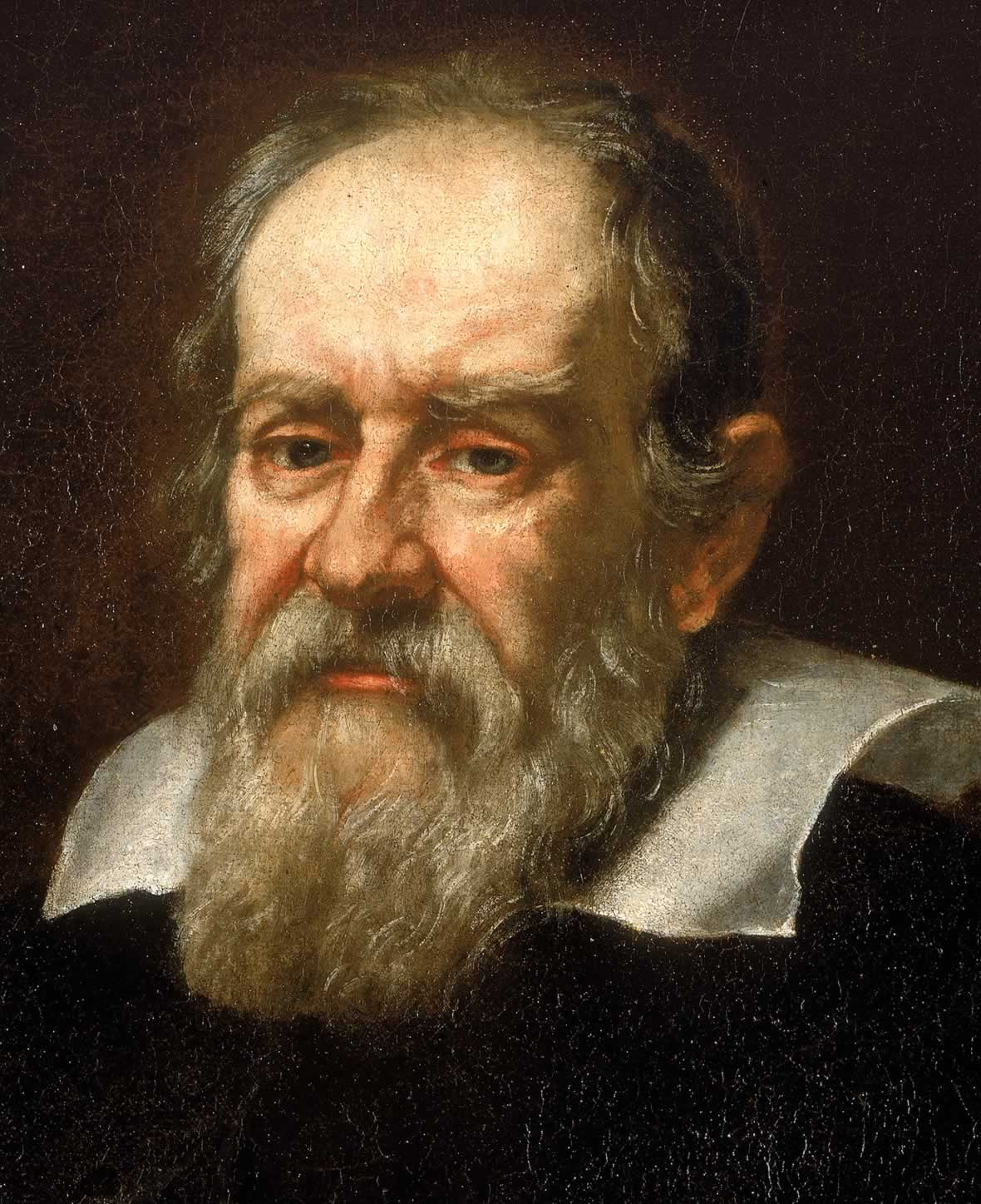
"새로운 과학적 방법을 구축한 갈릴레오 갈릴레이의 업적은 근대 과학의 출발점이 되었다." —모리스 클라인

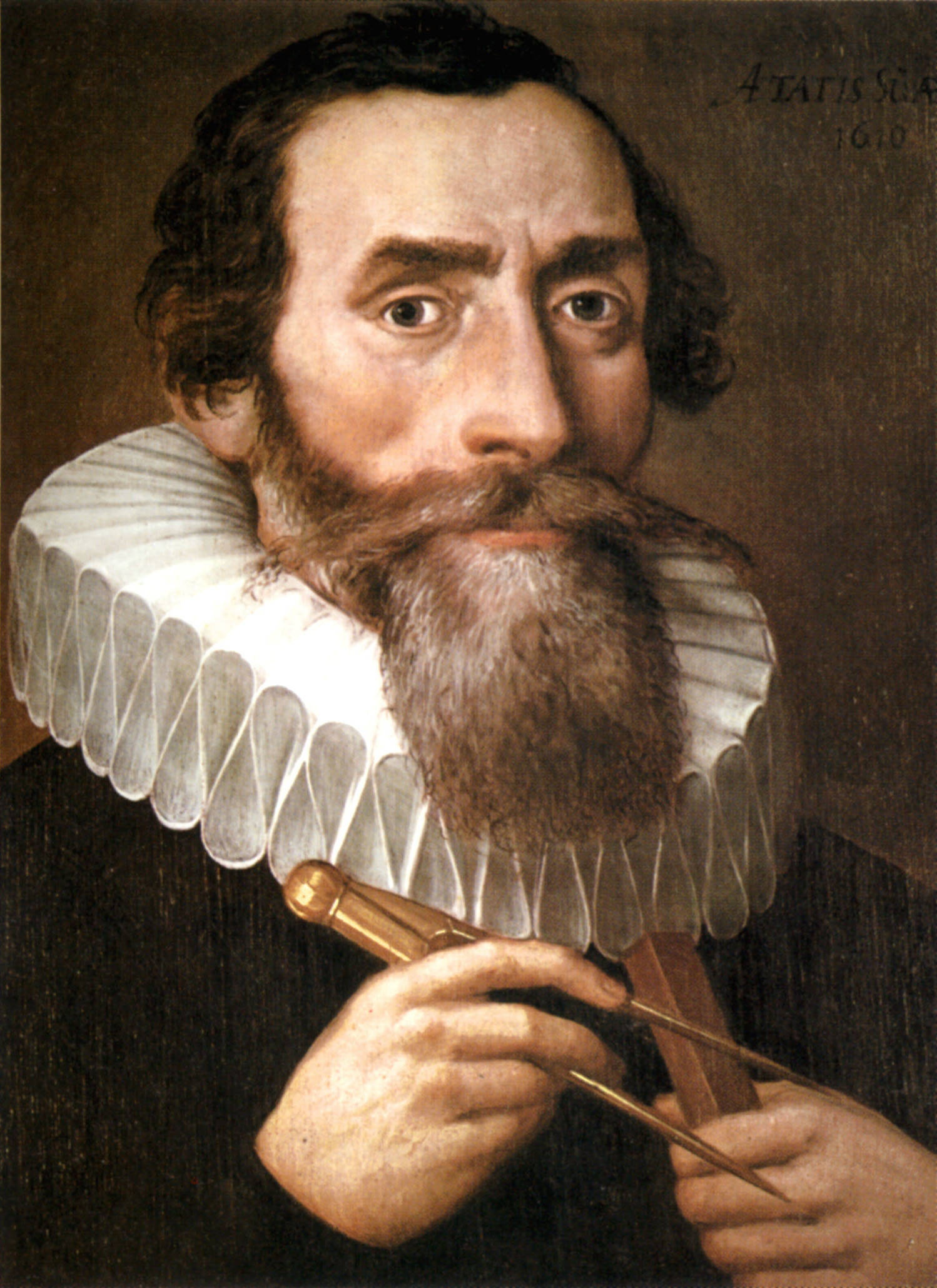
“뛰어난 직관으로 요하네스 케플러는 관찰된 결과를 바탕으로 행성의 공전 궤도가 타원임을 밝혔다. 이것은 현상의 원인을 밝힌 뛰어난 사례 가운데 하나이다.”

과학적 방법은 경험적 관찰과 측정을 이용하여 진리를 탐구한다. 아랍의 수학자이자 과학자였던 이븐 알하이삼은 과학적 방법을 사용한 최초의 과학자들 가운데 하나로 여겨지고 있다. 과학적 방법은 알하이삼 이래 오늘날까지 최소한 천 년 동안 이루어져 왔다.
진리는 결국 자신의 원인을 드러내기 마련이다. 그리고 무언가의 원인을 밝히는 것에만 관심을 쏟는 사람들은 그 이외의 일에는 관심을 두지 않는다. 진리를 찾는 것은 지난한 일이고 그것에 도달하는 길은 거칠기 짝이 없다. — 이븐 알하이삼

빛은 어떠한 방식으로 투명한 물체를 통과하는가? 빛은 투명한 물체 속을 직진한다. … 우리는 이것을 《광학의 서》에 적힌 방법으로 밝힐 수 있다.… 어둡고 먼지가 날리는 방에 작은 구멍을 통해 빛이 들어오는 것을 관찰하면 빛이 직진한다는 것을 알 수 있다. — 이븐 알하이삼

1021년, 알하이삼은 빛이 직진한다는 것을 추측이 아닌 관찰을 통해 증명하였다. 이것은 최초로 과학적 방법을 사용하여 자연 현상을 설명한 기록 가운데 하나이다. 이븐 알하이삼의 《광학의 서》(1021년)는 동일 매질에서 빛이 직진한다는 것을 기록하고 있다. 이 책은 훗날 유럽에서 라틴어로 번역되었고 자연 과학 발전에 큰 영향을 주었다.
1638년, 갈릴레오 갈릴레이는 《새로운 두 과학에 관한 수학자의 대화》(이탈리아어: Discorsi e dimostrazioni matematiche, intorno à due nuove scienze)에서 자유낙하하는 물체에 대한 가설을 입증하는 실험의 중요성을 보여주었다.
과학적 방법을 정형화하는 데는 많은 어려움이 있었다. 과학사가이자 박물가였던 윌리엄 휴얼은 《귀납적 과학의 역사》(History of Inductive Science , 1837년) 와 《귀납적 과학의 철학》(Philosophy of Inductive Science , 1840년)에서 , 과학적 방법의 각 단계를 정립하는 것에는 경험을 바탕으로 한 것뿐만 아니라, 그 경험을 추상화하는 '발명, 총명함, 천재성' 이 모두 필요하였다고 적고 있다. 경험적 방법에 의해 새로운 지식을 획득하는 방법은 과학 혁명 기간을 거쳐 강화되었다. 아이작 뉴턴의 고전 역학 수립과 라부아지에의 산소 발견, 찰스 다윈의 진화 이론, 그레고어 멘델의 유전 법칙 발견 등은 과학적 방법으로 새로운 지식을 발견한 대표적인 사례이다.
19세기 말, 과학적 방법은 가설을 세우고 실험을 통해 이를 검증하는 가설 연역 방법으로 정형화되었다.

### 특징
과학적 방법은 경험에 입각한 귀납적 결론을 이끌어낸다. 따라서 과학적 방법에 의한 지식은 확고부동한 것이 아니며, 언제나 반증될 가능성이 있다. 즉, 새롭게 얻어진 연구 결과에 따라 과거의 과학 지식이 수정되거나 폐기될 수 있는 것이다. 이 때문에, 아인슈타인은 "아무리 많은 실험을 하더라도 내가 옳다고 단정할 수는 없다. 단 하나의 실험으로도 내가 틀렸다는 것이 드러날 수 있기 때문이다"라고 하였다.
한편, 카를 구스타프 헴펠(1905년–1997년)이 지적한 것처럼 과학적 방법은 귀납에 의지하기 때문에, 도출된 결론은 통계적인 것이며 가설을 보강하기 위해서는 베이즈 정리에 따른 엄격한 분석이 필요하다. 루트비그 플렉(1896년–1961년)을 비롯한 과학자들은 과학자의 경험 자체가 편향된 것일 수 있으므로 보다 신중하게 접근할 필요가 있다는 점을 지적하였다.
F. N. 컬린저(F. N. Kerlinger)는 과학적 방법의 특징을 다음과 같이 정리하였다.
1. 문제의 해결은 상식적 접근보다 논리적 접근을 통해 이루어진다.
2. 이론이나 가설은 체계적이고 경험적으로 검증된다.
3. 체계적이고 표준화된 관찰이나 실험은 통제를 통하여 이루어진다.
4. 사상(事象)들의 체계나 상호관계가 객관성있고 타당성있게 설명된다.
5. 연구자들의 문제에 대한 관심의 정도에 따라 과학적 방법의 의미가 달라질 수 있다.

## 진리와 믿음
천 년 전, 이븐 알하이삼이 광학에 대한 연구에서 진리를 탐구하였던 것과 같이, 진리를 알아내는 것은 과학의 목표이다. 그러나 과학적 방법을 사용하여 얻은 진리는 일반적으로 알려진 믿음이나, 종교, 신화 등의 진리와는 다른 개념이다. 과학적 방법을 통하여 얻은 진리는 경험적이며 귀납적인 것으로, 여기에는 반증 가능성이 언제나 존재한다. 즉, 과학의 발전에 따라 과학 지식은 그 의미와 내용이 변할 수 있다.
19세기까지 과학적 지식은 자연주의와 실증주의를 바탕으로 객관적 진리로 여겨져 왔다. 그러나 20세기에 들어, 과학철학은 과학적 지식에 대한 기존의 절대적 기준을 비판하였다. 과학적 지식은 이론에 의존하고, 관찰 역시 이론에 기초하므로, 관찰 결과를 절대적으로 신뢰하는 행동주의는 옳지 않다는 비판이 있었다. 또한, 비트겐슈타인 등의 언어철학자들은 논리적 추론 자체가 언어 게임의 산물로서 보편적인 과학적 방법의 확립에는 한계가 있다는 점을 지적하였다. 토머스 새뮤얼 쿤은 과학 지식의 발전과 변화를 패러다임의 전환으로 보았다. 그러나, 과학적 지식은 이러한 약점에도 불구하고, 스스로의 오류를 수정하는 구조를 통해 새로운 결과로 자기 자신을 재구성함으로써, 보다 보편타당한 진리에 접근하게 된다. 과학적 방법은 이러한 과정을 통해 상대적 진리에 접근하는 과정이다.
인간이 갖는 믿음이나 편견, 신화, 확신 등이 종교적 권위나 문화적 관습에 의존하거나 절대적 가치를 주장하는 것과 달리 과학적 지식은 적당한 증거에 의해 언제든 수정될 수 있는 경험적 지식 체계이다.

### 믿음과 편견

달리는 말에 대한 편견과 관찰된 사실
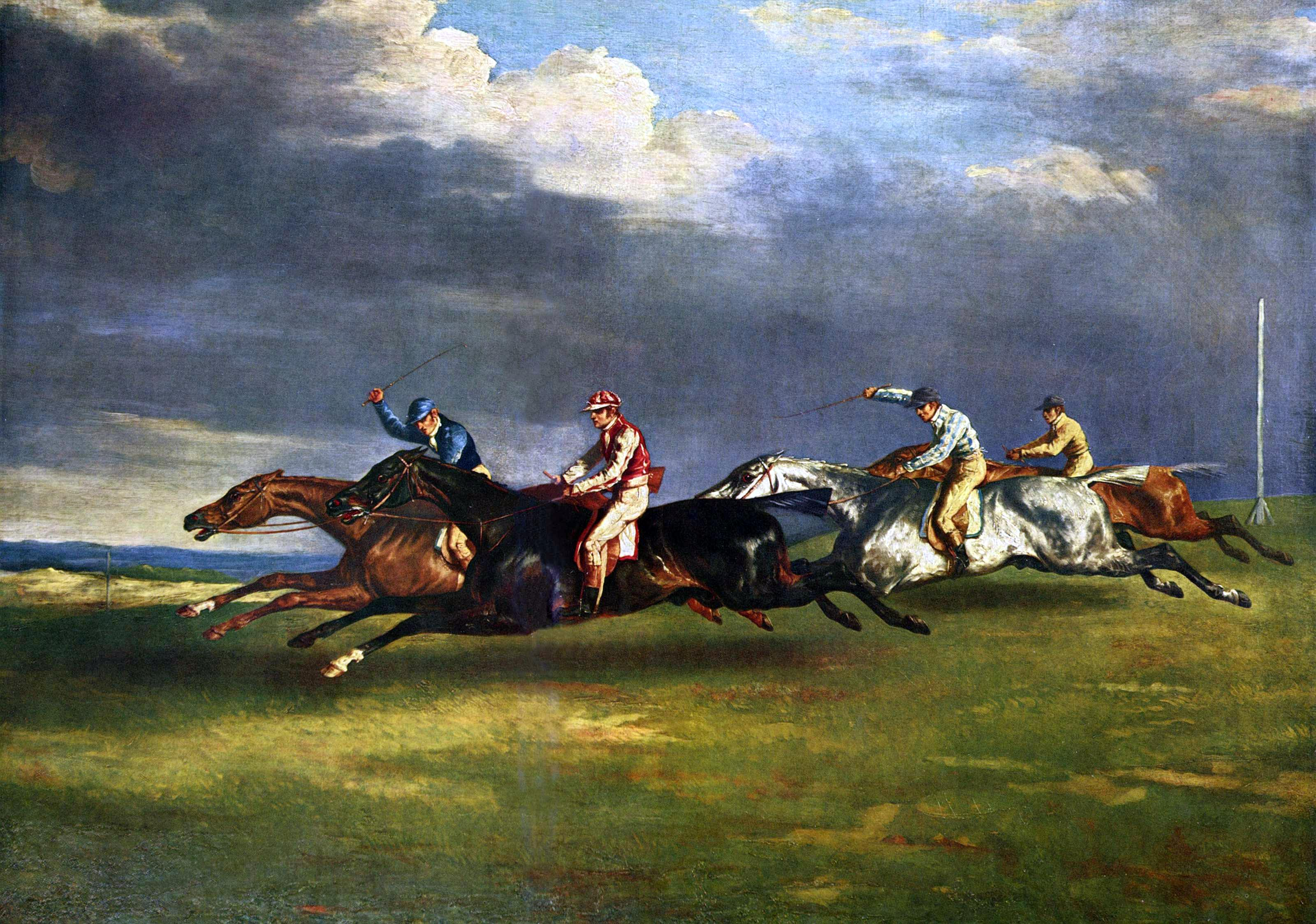
역사적인 그림 속에서 달리는 말은 종종 이와 같이 묘사된다.
에드워드 마이브리지는 달리는 말을 연속 촬영하여 위 그림을 반증하였다.

믿음은 관찰된 사실을 왜곡할 수 있다. 인간의 심리에는 확증편향이 있기 때문에, 자신이 믿는 바에 따라 발견법을 적용하고, 다른 관찰자가 그것의 오류를 지적하려는 경우에도 기존의 믿음을 고수하려는 경향이 있다. 연구자들은 종종 처음 관찰되는 것은 불명확한 어떤 것으로 기록하지만 두 번, 세 번 관찰된 것은 “확고한 사실”로 기록하게 된다. 특히 5가지 성격 특성 요소에서 말하는 경험에 대한 개방성이 부족하거나, 일시적인 관찰을 가지고 결론을 내리거나, 자신을 너무 과신하거나, 새롭게 인식되는 것을 거부하는 것과 같은 심리에 의해 잘못된 관찰이 이루어질 수 있다.
조지프 니덤은 《과학과 중국 문명》에서 편견에 의해 잘못된 관찰이 이루어지는 경우로 오른쪽 그림과 같은 사례를 제시하였다. 즉, 말이 “날아가듯 달린다”는 편견 때문에 달리는 말이 앞다리와 뒷다리를 모두 땅에서 떼고 정말 나는 것처럼 표현한 그림이 자주 등장하지만, 에드워드 마이브리지의 사진에서처럼 실제로는 같은 자세일 때 달리는 말의 네 다리 가운데 어느 하나는 땅에 닿아 있다.(말의 네 다리가 모두 땅에서 떨어질 때는 오히려 모든 다리가 안쪽을 향할 때이다.)
루트비그 플렉은 이러한 잘못된 인지가 인간이 갖는 자기 실현적 예언 심리 때문이라 설명한다. 즉, 인간은 기존에 갖고 있는 믿음 때문에 관찰된 사실을 혼동하거나 잘못 해석할 수 있다는 것이다. 이는 가설의 수립과 실험에도 반영될 수 있다. 스티븐 제이 굴드는 《인간에 대한 오해》에서 인종적 편견 때문에 뇌의 용량 측정과 같은 실험에서 잘못된 가설과 실험이 진행된 사례를 제시하고 있다. 이 때문에, 가설을 검증하기 위한 실험은 실험군과 대조군에 대한 조건 통제를 명확히 하여 편견의 개입을 차단하여야 하며, 과학계의 다른 연구자들이 이를 검증할 수 있도록 하여야 한다. 필트다운 인 조작 사례는 실험에 대한 다른 연구자의 접근을 통제할 경우 과학적 사기가 일어날 수 있다는 것을 보여주는 사례이다.

### 확신과 신화
신화는 과학과 대비되는 세계관이다. 신화가 설명하는 것을 검증할 수 있는지와는 상관없이, 신화는 확고한 믿음의 대상으로 지켜져 왔다.
이와는 반대로, 모든 과학 이론은 경험에 의해 발견된 것이다. 그렇기 때문에 과학 이론은 언제나 반증될 가능성이 있다. 만일 새롭게 관찰된 사실이 기존의 이론으로 설명할 수 없는 것이라면, 기존의 이론은 확정성을 상실하게 된다. 러커토시 임레는 반증 가능성을 열어 놓지 않은 것은 과학이 아니라고 평가하였다. 예를 들면, 지그문트 프로이트의 정신분석학은 스스로에 대한 반증 가능성을 부정하기 때문에 과학이라 볼 수 없다.
오랜 시간에 걸쳐 검증되면, 과학 이론은 보다 확고한 사실로 자리매김될 수 있다. 예를 들면 행성의 공전은 뉴턴의 법칙에 따라 일어나며, 오랜 관찰의 결과가 이를 뒷받침한다. 그러나, 어느날 갑자기 새로운 사실이 밝혀진다면, 이것이 기존의 이론을 대체하여 새로운 진리로 여겨질 수 있다. 한편, 골드하버와 나이토는 다음과 같은 말로 반증 가능성과 기존 이론의 관계를 설명하고 있다. "이론적 개념들이 종합적으로 연결되어 관련된 많은 주제를 설명하는 경우에는 이론의 구조가 더욱 굳건해져 그것을 대체할 반증을 찾는 것은 불가능에 가까울 정도로 어렵게 된다." 과학계에서 인정되는 과학 이론은 오랜 시간 동안 다수의 연구자에 의해 검증된 것이다. 따라서, 새롭게 발견된 과학 이론 가운데 대부분은 기존의 지식을 크게 바꾸어 놓지는 않는다.

## 과학적 방법의 요소
여러 과학 분야에서는 서로 다른 기법을 사용한다. 따라서, 과학계와 과학 철학에서 공통적으로 인정하는 일반적인 요소들을 과학적 방법의 기본 요소라고 할 수 있을 것이다. 과학적 방법의 기본 요소는 자연과학뿐만 아니라 사회과학에서도 동일하게 적용된다. 즉, 현상을 관찰하고 가설을 수립하며 실험을 통해 가설을 검증하는 것이 그것이다.
과학적 방법은 '지식 순환'으로 불리는 기본 요소들의 반복 귀납, 끼워 넣기, 또는 순서도의 일부를 이루는 부분 순서의 반복 등으로 이루어진다. 20세기 이후 일반적으로 정착된 과학적 방법인 가설 연역 방법은 네 가지 기본 요소로 이루어져 있다. 즉, 다루는 주제를 정의하고 측정 단위를 결정하며 연구 대상을 관찰하고 측정하는 특성화, 관찰과 측정을 통해 얻어진 정보를 바탕으로 설명을 시도하는 가설 설정, 가설이나 이론에 비추어 논리적이고 연역적인 원인을 추정하는 예측, 가설에 의해 예측된 바를 검증하는 실험 이 그것이다.
과학적 방법의 각각의 요소는 동료평가를 통해 있을 수 있는 오류를 검증한다.
위에서 설명한 요소들은 모든 과학 분야에서 동일하게 적용되지는 않지만 물리학, 화학, 생물학 등의 자연과학과 경제학, 사회학 등의 사회과학에 포함되는 대부분의 과학 분야는 이러한 요소들을 바탕으로 각 분야의 특성에 맞는 방법을 구성하여 사용하고 있다. 또한, 과학적 방법은 교육이 다루는 교수 학습 내용에서 중요한 부분을 차지한다.
과학적 방법에는 단일한 비법이 없다. 과학적 방법을 수행하는 데에는 지성, 상상력, 창의성이 모두 필요하다. 그런 점에서, 과학적 방법은 무심히 정해진 순서도에 따라 진행하기만 하면 되는 것이 아니라, 각각의 요소를 보다 쓸모있게 개발하고 모형과 방법을 개량하며 더욱 현상을 설명하는데 적합한 이론을 검증하는 계속되는 순환 체계이다. 예를 들어, 아인슈타인이 특수 상대성 이론과 일반 상대성 이론을 개발할 때, 그는 아이작 뉴턴의 《원리》가 갖고 있는 권위에 반하는 새로운 이론을 입증하여야 하였다. 한편, 아인슈타인의 상대성 이론 역시 뉴턴의 고전역학을 부정하는 것이 아니라 그것을 보다 일반적인 설명이 가능한 이론으로 확장한 것이다.
과학적 방법의 과정을 간단히 차례를 두어 표현하면 다음과 같다.
|  | 1. 문제를 정의하기 2. 정보와 자료를 모으기 (관찰) 3. 관찰한 사실을 설명할 수 있는 가설 세우기 4. 실험을 통해 데이터를 모으고 가설을 시험하기 5. 데이터를 분석하기 6. 분석된 데이터를 기준으로 가설을 평가하고 새로운 가설을 세우기 7. 결과를 발표하기 8. 다시 시험하기 (종종 다른 과학자들이 발표된 가설을 검증한다.) 9. 반복된 실험으로 검증된 가설은 이론으로 인정된다. |

위 순서에서 3번부터 6번까지는 만족할 만한 결과가 나올 때까지 반복된다. 이렇게 이루어지는 방법을 특히 가설-시험 방법이라고 한다. 파울 파이어아벤트와 같은 과학철학자는 이러한 과학적 방법의 서술에는 과학은 실질적인 숙련도와 일정 정도 관련이 있다고 비판하였다.
과학적 방법은 “조작적”이어야 한다는 패러다임에는 조작적 정의와 도구주의, 효율성 등의 개념이 포함되어 있다.

### 특성화

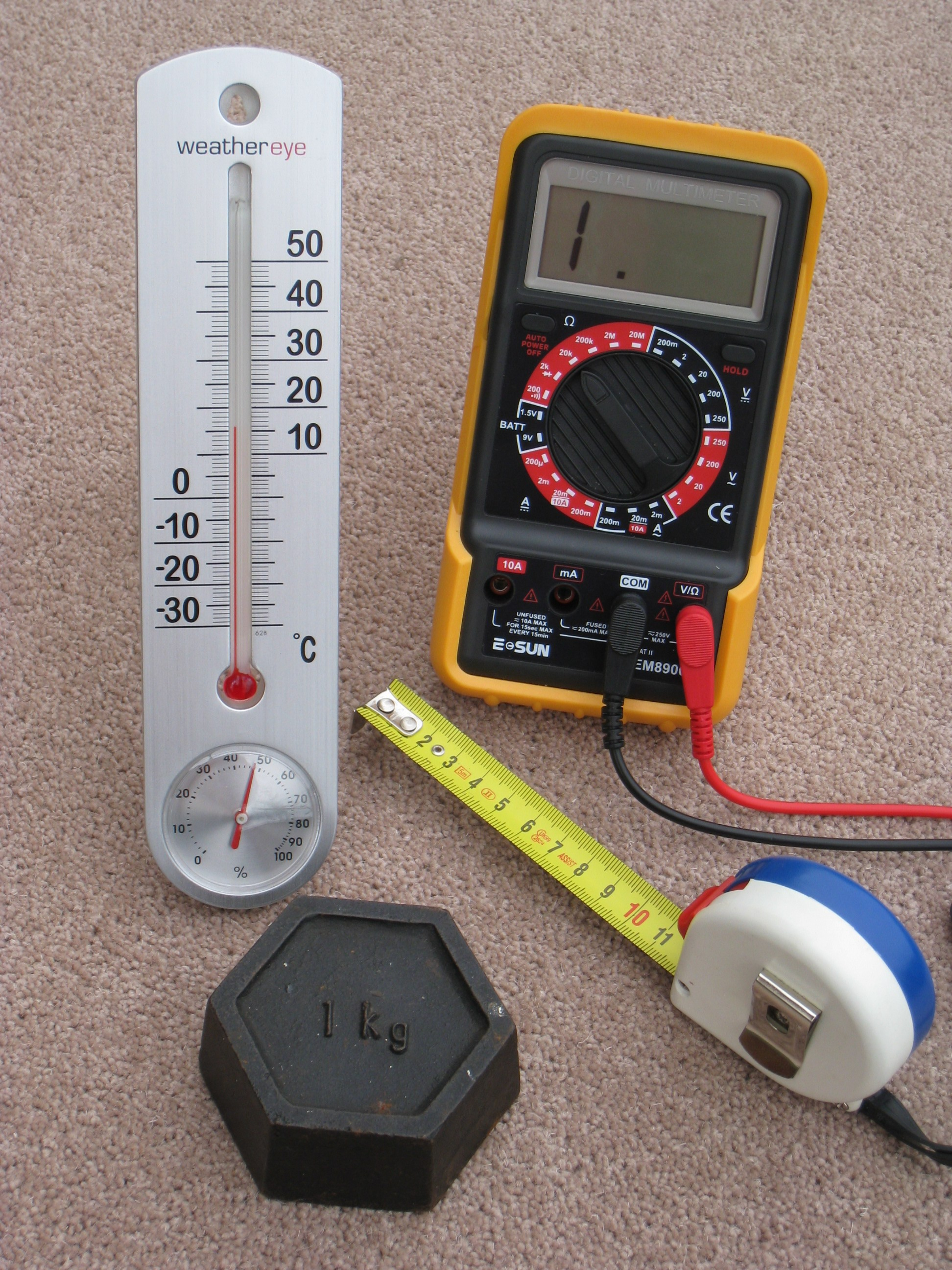
여러 가지 측정 도구

특성화란 연구의 주제를 조작적으로 정의하고, 해당 현상에 대한 측정의 단위와 방법을 정하는 것과 같은 작업이다. 과학적 방법은 연구 주제에 대한 세련된 특성화에 의존한다. 연구 주제는 해당 분야의 미해결 문제일 수도 있고 알려지지 않은 사실일 수도 있다. 예를 들어 벤저민 프랭클린은 세인트 엘모의 불이 자연적인 전기에 의한 방전 현상임을 증명하고자 하였다. 그러나 이것을 증명하는데에는 정밀한 관측과 측정 방법의 개발, 관련 주제에 대한 정의 등이 함께 이루어져야 하였다.
과학적 방법에서 특성화는 필연적으로 관찰된 현상에서 정량적이고 추상적인 개념을 추출하는 과정을 포함한다. 예를 들어 만유인력의 법칙에 의한 두 물체 사이의 중력을 계량할 때에는 오로지 물체의 질량과 거리만이 고려될 뿐이다. 이 때, 지구의 중력에 의해 떨어지는 사과가 파란색인지 빨간색인지는 논의되지 않는다. 한편, 빛의 파장과 색상을 다룰 때에는 당연히 사과의 크기나 무게와는 관계없이 색깔만이 연구의 대상이 된다.
특성화 과정을 거쳐 조작적으로 정의된 양에 대한 측정은 여러 가지 이유로 불확정성을 지닌다. 우선 양 자체가 무리수의 형태를 띄는 경우에는 적당한 오차 범위의 근삿값을 이용하는 것이 효율적이다. 뿐만아니라, 측정 도구나 기법의 한계 때문에 정확한 값을 측정하기 어려운 경우도 있다. 이럴 경우에는 여러 번 측정한 값들의 평균을 근삿값으로 이용할 수 있다. 한편, 전자 궤도와 같이 관찰 자체가 상태에 영향을 주어 본질적으로 불확정성을 지니는 현상도 있다. 이런 경우에는 대개 확률적 분포나 통계적 해석을 근삿값으로 사용한다.

#### 정의
측정을 하기 위해서는 관련된 양의 조작적 정의가 선행되어야 한다. 이 때문에 과학적 양은 필연적으로 그것을 계량할 수 있는 단위를 정의하여야 한다. 과학적 측정에서는 부정확한 계량을 방지하기 위해 각각의 양에 대한 단위를 이상적으로 정의하여 둔다. 예를 들어 전류의 단위는 암페어이며 국제도량형총회에서는 다음과 같이 정의한다.
암페어는 무한히 길고 무시할 수 있을 만큼 작은 원형 단면적을 가진 두 개의 평행한 직선 도체가 진공중에서 1m의 간격으로 유지될때, 두 도체 사이에 매 m 당 {\displaystyle \textstyle 2\times 10^{-7}\ {\color {Blue}{\textrm {N}}}}의 힘이 생기게 하는 일정한 전류이다. — 제9차 CGPM(1948년)

과학에 쓰이는 단위는 종종 질량이나 무게와 같이 자연 언어를 사용하기도 하지만 이러한 단위 역시 역학과 같은 과학 분야에서는 엄밀하게 정하여진 정의에 따라 사용된다. 이와 같이 과학적 양의 측정은 조작적으로 정의된 측정 단위를 사용한다.
새로운 과학적 지식의 수립은 기존의 측정 단위에 대한 개념과 정의를 바꿀 수도 있다. 예를 들어 아이작 뉴턴은 “일정하게 주어져 있는 시간과 공간 등에 대해서는 별도로 정의하지 않는다”고 하였지만, 알버트 아인슈타인이 특수 상대성 이론을 수립함으로써 시간은 더 이상 고정적인 어떤 것이 아니라 동시성의 상대성을 지닌 양이 되었다.

#### 측정
체계적이고 신중한 측정을 통한 계량이 이루어졌는가 하는 점은 종종 사이비과학인 연금술과 자연 과학인 화학을 구분하는 주요 기준이 된다. 과학적 측정의 결과는 흔히 도표, 그래프, 지도 또는 상관분석이나 회귀분석과 같은 통계적 분석의 형태로 제시된다. 가설이나 이론이 예측하는 현상을 검증하기 위한 실험에서 이루어지는 측정은 다른 요소가 현상에 영향을 주는 것을 방지하기 위해 통제된다. 보다 정확한 측정을 위해 여러 가지 과학 도구가 사용되기도 한다. 부피의 측정을 위해 메스실린더를 사용하는 것을 예로 들 수 있다.
| “ | "나는 무엇이든 한두 번의 관찰만으로 확정지어 이야기하지는 않는다." | ” |
|   | — 안드레아스 베살리우스 (1546)                                     |   |

#### 불확정성

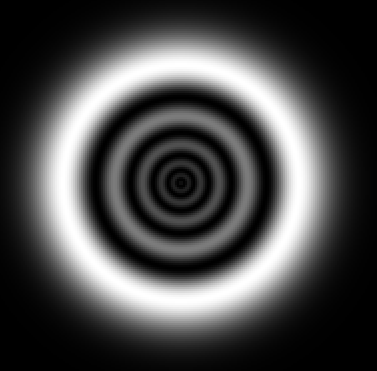
원자 궤도는 불확정성 원리에 따라 확률적인 측정만이 가능하다.

과학에서 측정은 항상 불확정성에 대한 평가를 동반한다. 불확정성은 종종 요구되는 양에 대한 반복적인 측정으로 평가된다. 즉, 반복하여 측정된 양을 평가하여 계산함으로써 불확정성의 정도를 파악할 수 있다. 예를 들어 반복하여 측정된 양의 평균을 측정 값으로 정하는 것을 통해 오차의 범위를 정할 수 있다. 불확정성의 정도를 나타내는 지수로 측정불확도가 있다.
인구와 같이 시시각각 변하는 양은 측정하는 동안에도 계속하여 변하기 때문에 특정 시점에서의 측정 값에는 어느 정도의 오차가 필연적으로 발생한다. 원자 궤도와 같은 경우에는 관측 자체가 대상의 상태를 변화시키므로 확률적인 측정만이 가능하다.
과학에서는 측정된 양의 오차의 범위를 좁히기 위해 다양한 측정 방법을 개발하여 왔다.

#### 특성화의 사례: 수성의 근일점 이동

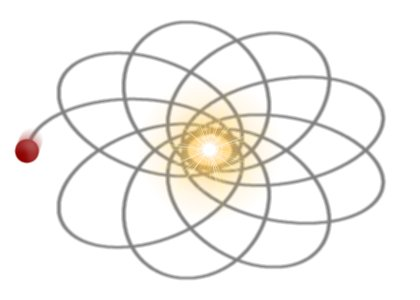
수성의 근일점 이동

연구의 영역이 확장되면 특성화의 요소도 확장될 수 있다. 수천년 전부터 칼데아, 인도, 페르시아, 아랍, 유럽 등지에서 이루어진 지구의 운동에 대한 측정은 고전 역학이 수립되면서 뉴턴의 운동 법칙으로 설명할 수 있게 되었다. 그러나, 수성의 공전 궤도에서 근일점이 계속하여 이동하는 근일점 이동은 고전 역학으로는 설명할 수 없었다. 20세기에 들어 아인슈타인의 일반 상대성 이론이 정립되면서 태양의 중력으로 인해 시공 자체의 변화가 일어난다는 점이 밝혀졌고, 이에 따라 수성의 공전주기가 한 번 공전할 때마다 0.1초씩 줄어들어 100년이면 약 43초가량 빨라진다는 것을 측정할 수 있었다.

### 가설
가설은 현상을 설명하거나, 현상이 일어나는 가능성 있는 원인에 대한 제안이다.  보통 가설은 수학적 모형의 형태로 제시된다. 항상 그런 것은 아니지만, 가설은 때때로 존재 한정이나 전칭 한정의 형태로 제시되기도 한다.

#### 가설에 따른 예측
가설은 현상의 원인을 설명하고 이에 따라 현상을 예측할 수 있어야 한다. 가설에 따른 예측은 실험이나 자연 현상의 관찰을 통해 검증할 수 있다. 가설에 따른 예측이 검증되기 이전까지 가설은 어디까지나 그럴 수 있는 가능성 만을 의미할 뿐이며 실제와 부합하는지 확인되지 않은 설명으로 취급된다. 실험이나 관찰에 의해 검증할 수 없는 가설은 비과학적인 것으로 취급된다. 때문에 과학 이외의 여러 분야에서 진실로 받아들여지는 여러 가지 지식들 역시 비과학적인 것으로 다뤄진다. 과학적 가설에 따른 예측은 측정 가능하고 실험이나 관찰을 통해 검증할 수 있는 것이어야 한다.

#### 예측의 사례: 일반 상대성 이론

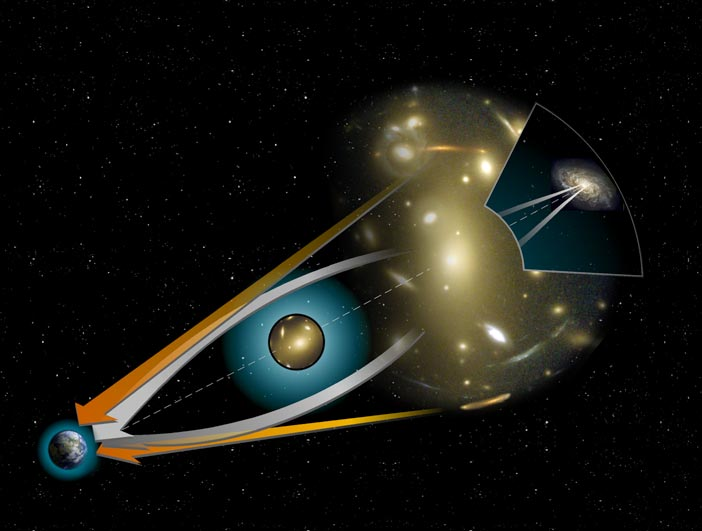
1907년 아인슈타인이 예측한 중력 렌즈.

아인슈타인은 일반 상대성 이론을 수립한 후 시공간의 구조에 대해 관측 가증한 몇 가지 특별한 예측을 발표하였다. 그 중에 하나는 빛이 중력장에 의해 휠 수 있다는 것이다. 일반 상대성 이론에 따르면 강력한 중력장은 시공간 자체를 변형시키기 때문에 빛 자체로서는 직진한다고 하더라도 제3의 관찰자 입장에서 보았을 때 진행 경로가 곡선일 수 있는 것이다. 예를 들어 블랙홀과 같은 매우 큰 중력장은 배경에 있는 천체에서 나온 빛의 진행에 영향을 주어 제3의 관찰자가 보기에 마치 렌즈를 통해 보는 것처럼 천체의 상(像)이 여러 개로 보일 수 있다. 이를 중력 렌즈라고 한다. 아서 에딩턴은 1919년 개기 일식 때 실제로 중력 렌즈 현상을 관측하여 이를 입증하였다.

### 실험
가설에 입각한 예측은 실험을 통하여 검증되어야 한다. 만약 시험 결과가 예측과 일치한다면 가설은 보다 타당한 설명으로 인정되며, 여러 차례의 실험 결과 가설에 따른 예측이 계속하여 들어맞는다면 가설은 이론으로 받아들여지게 된다. 반대로, 실험 결과가 예측한 바와 다르다면 가설은 의심받게 되고, 계속하여 가설에 따른 예측과 실험 결과가 다르다면 가설은 현상을 설명하는데 부적합한 것으로 취급되어 변경되거나 폐기된다. 예를 들어 한 때 연소를 설명하던 플로지스톤설은 연소 뒤에 오히려 질량이 증가하는 현상을 설명하지 못하였고 산소의 발견과 함께 폐기되었다.
실험은 가설을 검증하기 위한 시험이다. 예측이 유효한 것인지를 확인하기 위해 이루어지는 실험은 다른 요인들에 의한 간섭을 배제하기 위해 통제되며, 정량적인 측정을 통해 예측을 검증한다. 실험 통제는 측정하고자 하는 변화 이외이 조건을 갖게 한 상태에서 예측되는 변인을 부가하는 실험군과 그렇지 않은 대조군을 비교함으로써 예측이 현상에 부합하는 지를 시험한다. 예를 들어, 그리피스 실험에서 파괴된 r형 폐렴균과 s형 폐렴균이 혼합된 주사는 실험군이고 r형 폐렴균만으로 이루어진 주사는 대조군이 된다. 그리피스 실험의 결과 DNA가 형질전환을 일으키는 유전 물질임이 증명되었다.

#### 실험 통제의 사례:멘델의 실험

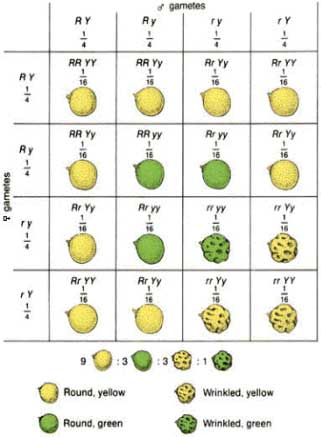
자가 수정된 완두콩의 유전자 발현
멘델은 각각의 유전 형질이 독립적으로 유전될 것이란 가설을 세웠고, 실험 결과는 멘델의 가설이 옳다는 것을 입증하였다.

멘델은 완두콩을 오랫동안 자가수분하여 특정한 유전형질이 고정된 순종을 얻었다. 그리고 일곱 가지 대립되는 유전형질을 선택하여 이를 잡종 교배할 경우 자식 세대에 발현되는 형질은 어떻게 되는지 관찰하였다.
맨델은 위의 7가지 대립형질을 잡종 교배하였을 때 자식 세대에서 나타나는 발현 빈도를 조사하였다. 순종 간의 교배에서 바로 다음의 자식은 모두 대립 형질 중 한 가지의 특징만을 보였으며 이를 다시 자가 수분하여 얻은 제2세대에서는 대립형질의 발현 빈도가 일정한 비율을 이루었다. 멘델은 이 실험 결과를 토대로 유전법칙을 수립하였다.

### 평가와 수정
과학적 방법은 각 요소간의 상호 반응에 따라 이루어지는 과정이다. 과학적 방법은 어디까지나 경험적 귀납에 의해 이론을 구축하는 것이기 때문에, 새로운 증거가 제시되어 기존의 가설이 반증되면 기존의 가설을 대신하는 새로운 가설을 수립하게 된다. 실험 결과가 가설이 예측한 바와 부합하지 않는 다면 가설은 수정되거나 폐기되어야 한다. 과학적 방법은 실험의 방법과 결과를 완전히 공개하여 누구든 가설이나 실험 결과를 평가하고 수정할 수 있도록 한다. 과학적 지식은 절대적이지 않으며 언제나 반증 가능성이 있다.
한편, 기존의 가설에 대한 반증 역시 과학적 방법을 사용한 것이어야 한다. 예를 들어, 평평한 지구나 지적설계론과 같이 기존의 과학 이론을 부정하는 주장이 과학으로 받아들여지지 않고 사이비과학으로 취급되는 까닭은 이러한 반론이 과학적 방법에 의한 것이 아니라 주장하는 사람들의 믿음이나 편견에 기인한 것이기 때문이다.

### 일반화
과학은 사회적인 활동이다. 과학 연구는 과학계에서 확인될 때 그 업적이 인정된다. 한두 번의 실험 결과만으로는 새로운 과학적 지식이 인정되기 어렵다. 반복적인 실험을 통해 다른 과학자들 역시 동일한 결과를 확인하면 일반적으로 받아들여져 과학 이론으로 인정된다.
과학 이론은 다양한 범위에서 관찰된 설명들을 모은 것이다. 원자 이론, 진화 이론 등의 과학 이론은 대부분 진실로서 받아들여진다. 그러나 과학에는 불확실성에 대한 여러 가지 단계가 있을 뿐 완전히 확실한 것은 없다. 과학 이론 역시 나중에 나오는 증거에 의해 바뀔 가능성이 얼마든지 있다.

## 과학적 방법의 사례: DNA 연구

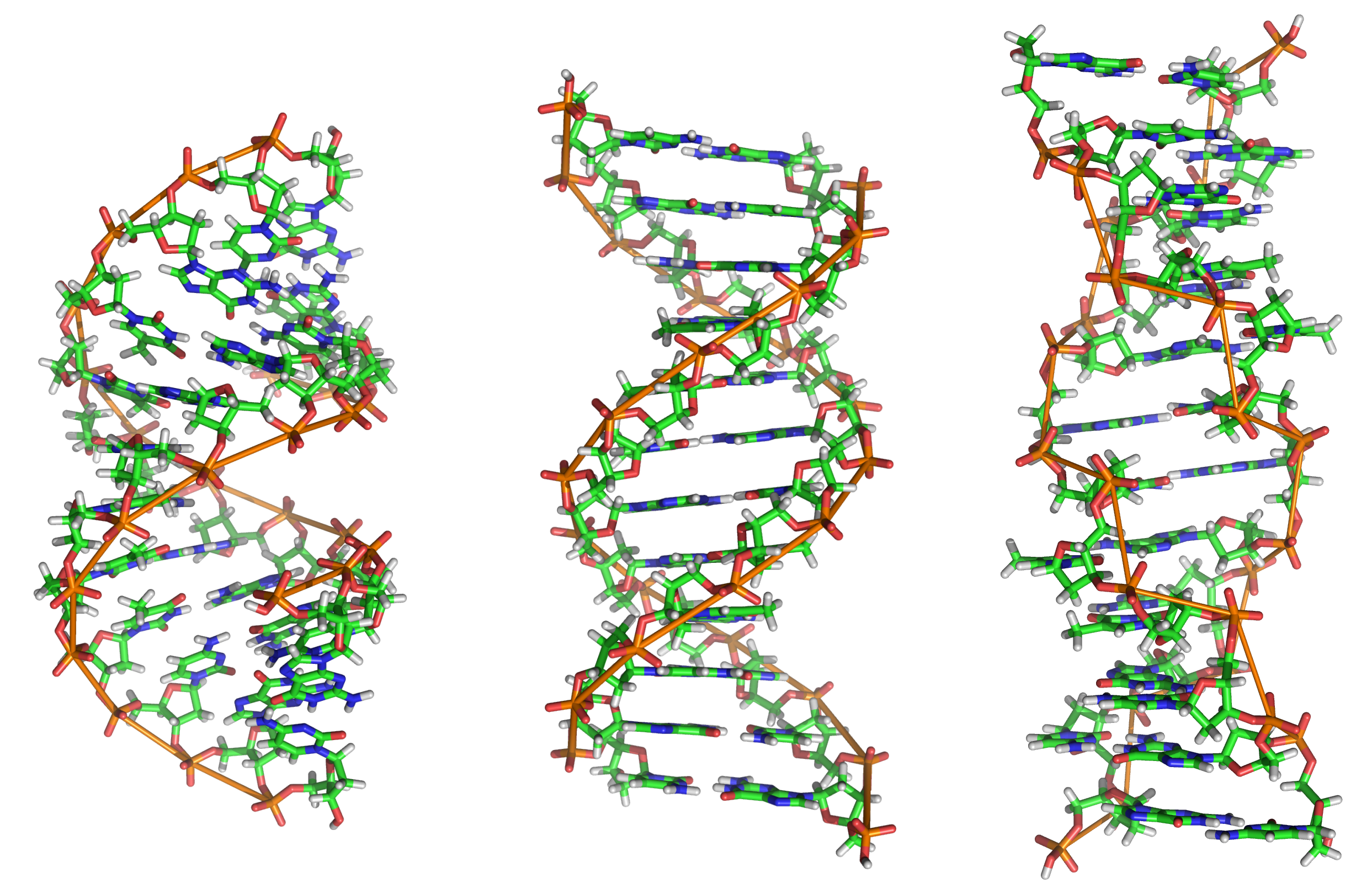
DNA 분자 모형
왼쪽부터 A 형, B 형, Z 형

DNA의 구조에 대한 연구 사례를 통해 과학적 방법을 이용하여 새로운 과학 지식을 얻는 과정을 살펴 본다.
#과학적 방법의 요소에 해당하는 사례로서 DNA의 발견 과정을 보면,
- 알려진 사실: 1940년대 록펠러 대학교의 오즈월드 에이버리 등의 실험을 통해 DNA가 유전 물질임이 밝혀졌지만[68] 1950년까지도 그 메커니즘은 밝혀지지 않고 있었다.
- 새로운 가설: 프랜시스 크릭과 제임스 왓슨은 DNA가 나선형 구조를 가지고 있을 것이라는 가설을 세웠다.[69]
- 예측: 담배 모자이크 바이러스 실험을 통해[70] 왓슨은 크릭의 나선 모형에 주목하였다.[71]
- 실험과 검증: 왓슨은 X선 회절 실험을 통해 DNA의 구조에 대한 예측을 검증하였고 사진 51을 통해 자신들의 예측이 들어맞는 다는 것을 입증하였다.[72]
- 반복 실험과 재현: 이러한 방식은 DNA 가설의 평가와 개선에서도 반복 된다.[73]

### 특성화
1950년 DNA가 유전 물질이며, 유전 정보를 전달한다는 것이 발견되었다. 그러나, 유전자와 같은 유전 정보가 어떤 방식으로 DNA에 담겨 있는 지와 같은 것은 밝혀내지 못하였다. 윌리엄 로런스 브래그가 소장으로 재직하고 있던 케임브리지 대학교 연구소에서는 X선의 회절을 이용한 사진 촬영들 통해 여러 가지 분자의 구조를 밝혀내고 있었다. 이 연구소에서는 소금의 결정과 같은 단순한 것에서부터 보다 복잡한 분자 구조까지 연구 범위를 넓혀 나갔다. 많은 연구원들이 노력한 결과, DNA에 대한 X선 회절 사진을 촬영할 수 있었다. 이렇게 촬영된 사진 51은 이후 DNA의 구조에 대한 가설을 세우는 결정적 근거로 사용되었다.

### 가설 설정
라이너스 폴링은 DNA가 삼중 나선 구조를 가지고 있을 것이라는 가설을 세웠다. 프랜시스 크릭과 제임스 왓슨 역시 이 가설을 검토하였다. 그러나, 관찰과 실험 결과가 이 가설에 따른 예측과 다르게 나오자 크릭과 왓슨은 폴링의 가설을 폐기하였다.

### 예측과 실험
제임스 왓슨과 프랜시스 크릭, 그리고 다른 과학자들은 DNA가 나선 구조를 지닐 것이란 가설을 세웠다. 이러한 가설에 따르면 DNA에 대한 X선 회절 사진은 X자 모양의 강조된 반점이 나타나야 한다. 코칸, 크릭, 밴드 등은 이러한 예측에 따라 실제 X선 회절 촬영이 그렇게 나타나는 지를 확인하였다. 또한 스토크 등도 독립적으로 동일한 실험을 하였다. 실험 결과 이 예측은 옳은 것으로 검증되었고, DNA가 나선 구조를 갖는 다는 코칸-크릭-밴드-스토크 이론은 관찰된 X선 회절 사진에 나타난 패턴이 보여주는 나선 구조를 수학적 모형으로 설명할 수 있었다.
크릭과 왓슨은 DNA의 구조가 이중 나선임을 밝히는 첫 논문을 발표하면서 DNA 자체가 복제 기능이 있을 것이라고 예측하였다. 이 예측은 3년 후 당시 센인트루이스의 워싱턴 대학교에 재직하고 있었던 아서 콘버그에 의해 사실임이 검증되었다. 콘버그는 세포 없이 DNA만을 시험관에 넣어 복제하였다.

### 반복 실험과 일반화
DNA의 구조가 이중 나선이라는 것을 발견한 후, 왓슨은 자신들의 발견을 다시 확인하기 위해 브랙에게 B형 DNA의 X선 회절 이미지를 보냈다. 브랙은 이 이미지를 바탕으로 DNA의 구조를 다시 연구하여 모형을 제작하였다. 다시 검토된 DNA의 구조 모형 역시 크릭과 왓슨이 세웠던 가설과 일치하였고, 이로써 DNA의 구조가 이중 나선의 형태를 지닌다는 것이 일반적인 과학 이론으로 받아들여지게 되었다.

## 과학계의 커뮤니케이션
과학적 방법은 검증과 일반화의 단계가 반드시 필요하기 때문에 한 사람의 연구만으로는 이루어질 수 없다. 과학자들은 연구 결과를 발표하고 다른 연구 결과를 검토하면서 소통하고 있다. 이러한 과학자들의 커뮤니케이션 체계를 흔히 과학계라고 한다.

### 평가
과학 저널은 동료 평가를 이용하여 과학적 방법에 의해 얻어진 과학 지식을 검토하고 평가한다. 과학 저널의 편집진들은 기고된 논문을 심사하고 내용의 적절성이나 출판 유무를 결정한다. 이러한 역할때문에 네이쳐나 사이언스와 같은 저명한 과학 저널에 수록되어 출판된 논문은 일반적으로 보다 합리적인 가설이나 이론으로 인정되고 있다. 그러나, 과학 저널에 수록된 논문이라도 간혹 잘못된 것일 수 있다. 또한, 동일한 패러다임을 공유하는 과학계의 집단사고는 기존의 이론을 반증하는 새로운 연구 결과를 쉽게 받아들이지 못하는 경우도 있다.

### 재현
실험 결과는 때때로 오류에 의해 왜곡될 수 있다. 이렇게 왜곡된 시험 결과를 토대로 수립된 가설을 확신하는 것은 병적 과학과 같은 잘못된 과학 지식이 만들어지는 원인이 된다. 예를 들어, 프로스페-르네 브롱드로는 X선에 대한 편광 분석을 하다 일어난 실험 오류를 객관적 관찰로 착각하여 새로운 전자기파인 N선을 발견하였다고 주장하였다. 이러한 오류를 방지하기 위해서 과학적 방법에 따른 실험은 그 결과가 언제나 재현될 수 있어야 한다. 즉, 동일한 실험 통제 아래서 동일한 실험 과정을 거치면 언제나 동일한 결과가 나와야한다.

### 기록
과학적 방법에 의해 얻어진 새로운 가설이나 이론, 또는 실험 결과 등은 과학 저널이나 전문학술지를 통해 발표된 후, 여러 가지 방법으로 보관된다. 20세기 후반 이후 컴퓨터와 인터넷이 발달하면서 과학 지식을 전자적 데이터베이스로 보관하는 것이 가능하게 되었다. 과학계에서는 기록되어 보관된 기존의 지식을 검토하거나 인용하여 새로운 과학 지식을 연구하는 기반으로 삼는다.

#### 표현 기법
과학적 방법을 거쳐 얻어진 과학 지식은 공표되어야 한다. 새로운 지식을 공표하기 위해 작성되는 논문은 과학계에서 관습적으로 사용되는 문체와 구성을 따라야 한다. 어떤 경우에는 수사학의 문제가 과학적 방법상의 문제 자체보다 논문의 출판에 더 큰 걸림돌이 될 수도 있다. 예를 들어 네이처는 저자 가이드라인에서 기고되는 논문의 문체나 구성을 지정하고 있다.

### 한계
과학적 방법은 완전무결한 방법이 아니며 여러 가지 한계가 있다. 실험 과정에서 일어나는 일들을 문자 그대로 “모두” 기록하는 것은 불가능하다. 연구자는 자신이 관심을 갖고 있는 현상만을 집중하여 기록할 수 밖에 없다. 예를 들어 하인리히 헤르츠는 맥스웰 방정식에 대한 실험을 기록하면서 실험실의 크기를 기록하지는 않았다. 그러나, 후일 전자기파에 대한 연구에서 실험 공간은 매우 중요한 변수가 될 수 있다는 것이 밝혀졌다. 이와 같이 실험을 설계한 연구자가 간과하고 지나간 부분이 실제로는 실험 통제의 중요한 요인이 되는 경우, 실험을 재현할 때 문제를 일으킬 수 있다.

## 배경 학문

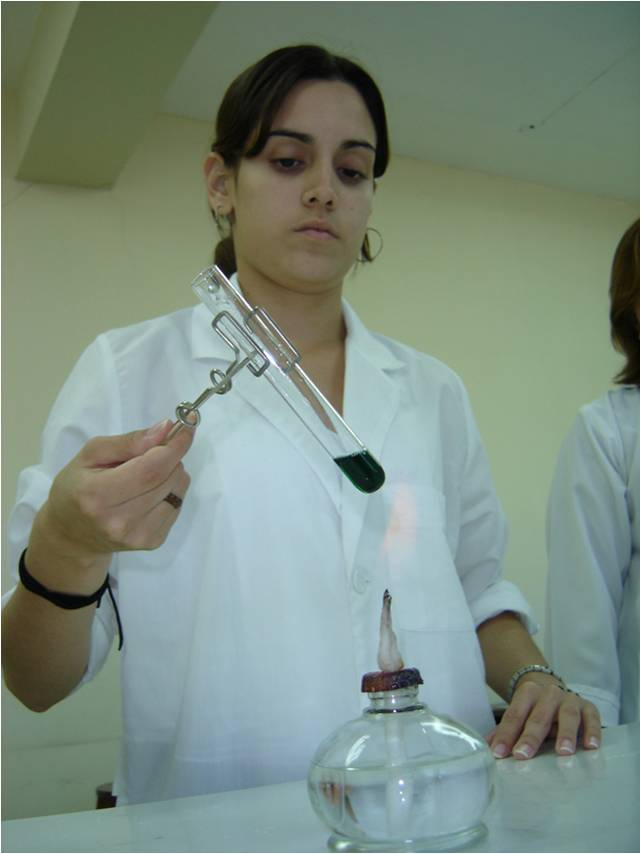
높은 수준으로 통제된 실험이라도 실험자는 오류를 범할 수 있다. 그러나, 실험의 전 과정을 공개되어 있으면 다른 사람이 쉽게 오류를 찾을 수 있다.

과학적 방법은 과학철학 및 과학사회학과 같은 배경 학문이 제시하는 공리에 의해 적합성이 인정되고 있다.
과학철학은 과학적 방법의 논리를 뒷받침한다. 과학의 영역과 비과학의 영역을 나누는 과학의 경계 문제나 연구 활동에서 준수되어야 할 연구윤리와 같은 것들 역시 과학철학이 다루는 주제이다.
과학철학은 과학이 다루는 대상이 세계에 객관적으로 확고하게 실재하며, 인간은 이러한 실제 세계를 탐구하여 존재 방식을 설명할 수 있다고 가정하며, 이것은 과학적 방법의 바탕을 이룬다. 이러한 가정은 자연주의 철학에서 유래한 것이다. 경험론에서는 반증 가능성과 진리의 관계가 도입되었고, 논리실증주의는 입증할 수 있는 객관적 실체를 강조하였다. 이 외에도 여러 사상이 때로는 과학적 방법의 기반을 제공하고, 때로는 과학적 방법의 한계를 비판하면서 영향을 주었다.
토머스 쿤은 《과학 혁명의 구조》에서 과학 지식은 흠없이 객관적인 것이 아니라, 역사, 문화 등 외부 요인에 의해 영향을 받는 다는 점을 지적하였고, 따라서 과학 지식은 하나의 패러다임 형태로 형성된다고 주장하였다. 토머스 쿤의 이러한 주장은 과학적 방법에 대한 상대주의적인 관점이 확산되는 계기가 되었다.
1958년 노우드 러셀 헨슨은 관찰자가 행하는 관찰과 그에 대한 설명이 그가 갖고 있는 프레임워크에 의해 어떻게 영향을 받는 지를 설명하였다. 헨슨은 골지체의 발견 과정에서 이를 인정하지 않으려 했던 기존 학계의 반응과, 티코 브라헤와 요하네스 케플러가 동일한 관측 기록을 놓고 전혀 다른 설명을 수립한 사례를 제시하고 예로 들고 있다.
토머스 쿤과 폴 페이어번드는 과학적 방법이 과학 이외의 요소에 의해 영향을 받는 다는 점을 지적한 대표적인 인물이다.

### 과학과 운

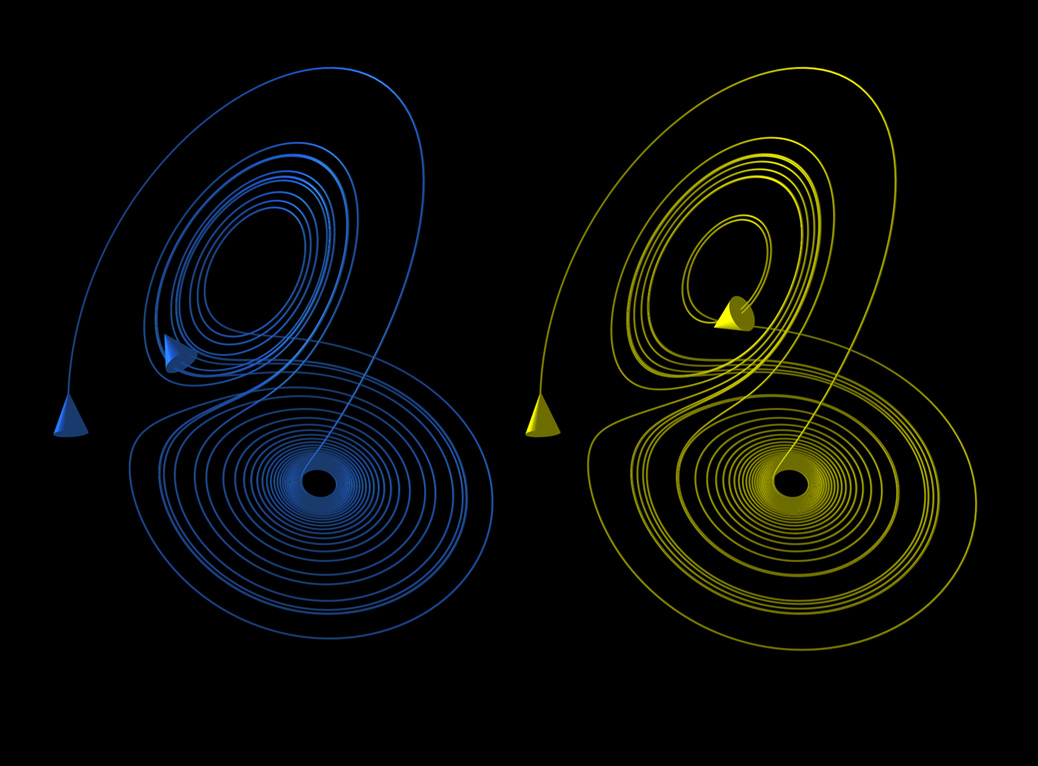
로렌즈 끌개는 컴퓨터 프로그램의 변수를 조정하다 우연히 발견되었다.

과학적 발견 가운데 대략 35%에서 50%가 우연한 발견이었다. 이것은 과학자들이 왜 그리 행운을 바라는 지를 알 수 있게 해준다. 루이 파스퇴르는 “행운은 준비된 자에게 찾아온다”는 명언을 남겼지만, 심리학자들은 준비된 자에게 찾아온다는 행운이 과학 지식에 어떠한 의미를 지니는 지를 연구하고 있다. 심리학의 연구 결과에 따르면 과학자들은 다양한 방법을 동원하여 실험을 하기 때문에 우연히 어떤 새로운 사실을 발견할 수 있는 경우의 수가 늘어난다고 한다. 경제학자 나심 니콜라스 탈레브는 개개의 연구는 인간적 오류나 실수 등의 위험 요소가 개입할 여지가 많지만, 과학적 방법은 반복적인 검증을 통해 이러한 위험을 제거하기 때문에 전체 시스템의 취약성을 보완한다고 하였다. 탈레브는 이를 “취약점 보완”(anti-fragility)이라는 개념으로 정리하였다.
심리학자 케빈 던바는 연구자가 실험의 오류를 발견하는 것이 종종 새로운 발견의 과정으로 이어질 수 있다고 말한다. 이러한 예기치 못한 결과로 인해 연구자는 그들의 연구 방법에서 발생한 오류에 대해 다시 “생각”하게 된다. 특히, 통제된 실험에서 나타난 오류가 허용 오차를 넘어 뚜렷하거나, 기존의 가설을 다시 검토하기에 충분할 만큼 주목할만한 것이라면, 연구자는 실험 중의 이러한 오류를 단순한 오류로만 치부하지 않고 새로운 전문분야를 개척할 단서로 받아들이게 된다. 예를 들어, 에드워드 노턴 로렌즈는 컴퓨터를 이용한 기상 현상 시뮬레이션의 결과가 초기의 사소한 조건 변화에 따라 민감하게 변화하는 로렌즈 끌개를 발견하였고, 이를 통해 나비 효과를 비롯한 혼돈 이론을 정립하는 계기가 되었다.

## 수학과의 관계
과학의 역사에서 수학과 과학은 서로의 발전에 많은 영향을 미쳤다. 특히 미분적분학의 발전은 고전 역학의 발전과 때어놓고 생각할 수 없을 정도로 밀접하게 관련되어 있다.
그러나 수학은 공리에서 출발하여 연역적 논리의 전개에 따라 명제를 증명하는 학문이고, 과학은 귀납적 현상의 원인을 설명하기 위해 수학적 모형을 제시하는 것이다. 따라서 수학적 지식과 과학적 지식은 전혀 다른 범주의 진리이다. 하지만 실제의 현상들 가운데 많은 것들이 수학적 관계를 갖는다.
과학자들의 연구 결과, 실제의 현상들 가운데 많은 것들이 수학적 관계를 가지고 있다는 것이 계속해서 밝혀지고 있다.  과학적 방법을 통해 관찰한 내용은 수집, 비교, 평가되어 모형으로 제시된다. 모형은 시뮬레이션, 수식, 화학식, 또는 단계 등으로 나타낼 수 있다. 연구자들은 알려진 것으로부터 알려지지 않은 것을 탐구하기 위해 종종 수학을 이용한다.
| 순서 | 수학적 방법   | 과학적 방법  |
| ---- | ------------- | ------------ |
| 1    | 이해          | 관찰·측정    |
| 2    | 분석          | 가설 설정    |
| 3    | 문제 해결     | 예측         |
| 4    | 평가 / 일반화 | 실험 및 검증 |

## 같이 보기
- 자연과학
- 사회과학
- 과학철학
- 과학의 역사

## 주해
1. ↑  Poincaré(1905, p.142)에서는 프랜시스 베이컨이 과학적 기록의 조건을 도입하였고, 외르스테드가 사고 실험의 조건을 도입하였다고 지적하고 있다. 물론, 갈릴레오는 베이컨이나 외르스테드가 이러한 조건을 정의하기 이전에 그의 저서에서 이것들을 사용하였다.
2. ↑  표준과학적 연구 방법에 대한 보다 자세한 내용은 《과학적 방법론과 통계기법의 활용》(최종후 외, 자유아카데미, 1994년 ISBN 2-00-563000065-7)을 볼 것
3. ↑  조작적(操作的)이란 계량적으로 측정될 수 있다는 의미이다.
4. ↑  조작적 정의란 해당 연구 분야에서 다루는 개념을 정량화하여 측정할 수 있도록 정의하는 것을 의미한다. - 어빙코피 외, 박만준 역, 논리학입문, 경문사, 2000년, ISBN 89-420-0166-1, 89-90쪽
5. ↑  과학과 비과학에 대한 보다 자세한 비교는 《하리하라의 과학블로그 2》(이은희, 살림, 2005년, ISBN 89-522-0438-7)를 볼 것
6. ↑  예를 들어 중력은 두 물체의 질량에 비례하고 거리의 제곱에 반비례한다는 설명은 {\displaystyle F=G{m_{1}m_{2} \over r^{2}}}( F:중력, G:중력상수, m:질량, r:거리)와 같은 식으로 표현될 수 있다.

## 참고 문헌
- Born, Max (1949), Natural Philosophy of Cause and Chance, Peter Smith, also published by Dover, 1964. From the Waynflete Lectures, 1948. On the web. N.B.: the web version does not have the 3 addenda by Born, 1950, 1964, in which he notes that all knowledge is subjective. Born then proposes a solution in Appendix 3 (1964)
- Brody, Thomas A. (1993), The Philosophy Behind Physics, Springer Verlag, ISBN 0-387-55914-0. (Luis De La Peña and Peter E. Hodgson, eds.)
- Bruno, Leonard C. (1989), The Landmarks of Science, ISBN 0-8160-2137-6
- Bynum, W.F.; Porter, Roy (2005), Oxford Dictionary of Scientific Quotations, Oxford, ISBN 0-19-858409-1.
- di Francia, G. Toraldo (1981), The Investigation of the Physical World, Cambridge University Press, ISBN 0-521-29925-X.
- Einstein, Albert; Infeld, Leopold (1938), The Evolution of Physics: from early concepts to relativity and quanta, New York: Simon and Schuster, ISBN 0-671-20156-5
- Feynman, Richard (1965), The Character of Physical Law, Cambridge: M.I.T. Press, ISBN 0-262-56003-8.
- Fleck, Ludwik (1979), Genesis and Development of a Scientific Fact, Univ. of Chicago, ISBN 0-226-25325-2. (written in German, 1935, Entstehung und Entwickelung einer wissenschaftlichen Tatsache: Einführung in die Lehre vom Denkstil und Denkkollectiv) English translation, 1979
- Galileo (1638), Two New Sciences, Leiden: Lodewijk Elzevir, ISBN 0-486-60099-8Translated by Henry Crew and Alfonso de Salvio. Introduction by Antonio Favaro. xxv+300 pages, index.
- Gauch, Hugh G., Jr. (2003), Scientific Method in Practice, Cambridge University Press, ISBN 0-521-01708-4 435 pages
- Glen, William (ed.) (1994), The Mass-Extinction Debates: How Science Works in a Crisis, Stanford, CA: Stanford University Press, ISBN 0-8047-2285-4.
- Godfrey-Smith, Peter (2003), Theory and Reality: An introduction to the philosophy of science, University of Chicago Press, ISBN 0-226-30063-3.
- Goldhaber, Alfred Scharff; Nieto, Michael Martin (January–March 2010), "Photon and graviton mass limits", Rev. Mod. Phys. (American Physical Society) 82: 939, doi:10.1103/RevModPhys.82.939. pages 939-979.
- Jevons, William Stanley (1874), The Principles of Science: A Treatise on Logic and Scientific Method, Dover Publications, ISBN 1-4304-8775-5. 1877, 1879. Reprinted with a foreword by Ernst Nagel, New York, NY, 1958.
- Kuhn, Thomas S. (1962), The Structure of Scientific Revolutions, Chicago, IL: University of Chicago Press. 2nd edition 1970. 3rd edition 1996.
- Mackay, Alan L. (ed.) (1991), Dictionary of Scientific Quotations, London: IOP Publishing Ltd, ISBN 0-7503-0106-6
- McElheny, Victor K. (2004), Watson & DNA: Making a scientific revolution, Basic Books, ISBN 0-7382-0866-3.
- Moulton, Forest Ray; Schifferes, Justus J. (eds., Second Edition) (1960), The Autobiography of Science, Doubleday.
- Needham, Joseph; Wang, Ling (王玲) (1954), Science and Civilisation in China, 1 Introductory Orientations, Cambridge University Press
- Newton, Isaac (1687, 1713, 1726), Philosophiae Naturalis Principia Mathematica, University of California Press, ISBN 0-520-08817-4, Third edition. From I. Bernard Cohen and Anne Whitman's 1999 translation, 974 pages.
- Ørsted, Hans Christian (1997), Selected Scientific Works of Hans Christian Ørsted, Princeton, ISBN 0-691-04334-5. Translated to English by Karen Jelved, Andrew D. Jackson, and Ole Knudsen, (translators 1997).
- Peirce, C. S. — see Charles Sanders Peirce bibliography.
- Poincaré, Henri (1905), Science and Hypothesis Eprint
- Pólya, George (1957), How to Solve It, Princeton University Press, ISBN -691-08097-6
- Popper, Karl R., The Logic of Scientific Discovery, 1934, 1959.
- Sambursky, Shmuel (ed.) (1974), Physical Thought from the Presocratics to the Quantum Physicists, Pica Press, ISBN 0-87663-712-8.
- Taleb, Nassim Nicholas (2007), The Black Swan, Random House, ISBN 978-1-4000-6351-2
- Watson, James D. (1968), The Double Helix, New York: Atheneum, Library of Congress card number 68-16217.